# Андреј Витрук
Андреј Никифорович Витрук (укр. Андрій Никифорович Вітрук, рус. Андрей Никифорович Витрук; Житомир, 8. јул 1902 — Кијев, 2. јун 1946) био је совјетски генерал-мајор авијације, херој Совјетског Савеза и народни херој Југославије.

## Биографија
Рођен је 8. јула 1902. године у селу Андрушки, код Житомира, на територији данашње Украјине, у сиромашној сељачкој породици. У 13. години је почео да ради као најамни радник у фабрици шећера, а у Црвену армију је ступио 1924. године. Осам година је служио у артиљеријским јединицама, а 1934. се одлучио да постане пилот, па се уписао у Војну авијатичарску школу у Борисоглебску. Као пилот ловца-бомбардера учествовао је у бици код Халкин Гола против Јапана, а затим у немачкој и совјетској инвазији Пољске 1939. и Зимском рату против Финске.
Године 1941. је прошао обуку за официра и постао је заповедник совјетског 65. ваздухопловног пука у Лењинградској војној области. На том месту је остао до почетка немачке инвазије на Совјетски Савез. Дана 6. јула 1941. је рањен, али се није повукао и унапређен је у чин пуковника. У то време његов пук је заменио застареле авионе типа Поликарпов И-15 савременијим авионима Иљушин Ил-2. Након обуке пук је подељен, а Витрук је остао заповедник једног дела пука. У октобру је премештен у совјетски Западни фронт близу Москве. Почетком 1942. године је извршио свој 21. лет, али није оборио ниједан авион. Ипак, због доброг заповедања пуком, 24. фебруара 1942. проглашен је херојем Совјетског Савеза.
У јулу 1942. Витрук је постао заповедник 291. дивизије, која је касније претворена у 10. гардијску дивизију совјетског ратног ваздухопловства. На том местом је командовао током битака за Вороњеж, Кијев и Таргу Фрумош. Касније је учествовао у биткама које су довеле до заузимања Плоештија, Букурешта и Крајове у Румунији и у Београдској операцији.
Након ослобођења Београда, Витрукова група је стављена на располагање команди Народноослободилачкој војсци Југославије (НОВЈ), која је касније борила на Сремском фронту. Витрукова група је учествовала и у заузимању мађарског града Секешфехервара.
Због својих заслуга у борбама на тлу Југославије, Председништво АВНОЈ-а га је, на предлог Врховног команданта ЈА маршала Јосипа Броза Тита, 29. јануара 1945. године, одликовало Орденом народног хероја.
Андреј Витрук је умро након тешке болести 2. јуна 1946. године и сахрањен је у Кијеву.
Међу његовим одликовањима су и Орден Лењина, Орден Суворова другог реда, Орден црвене заставе и Орден Александра Невског.